# Thierry Gueorgiou
Thierry Gueorgiou (Saint-Étienne, 30 marzo 1979) è un orientista francese.

## Biografia
Vincitore dei campionati mondiali di orientamento distanza media per due serie di 3 anni consecutivi: 2003, 2004 e 2005; 2007, 2008 e 2009. Ha vinto anche nel 2011. La stessa impresa gli è riuscita nella lunga distanza nel triennio 2013, 2014 e 2015.
Oggi vive a Saint-Étienne, dove ha studiato biologia. Corre per la società francese NO St-Etienne e per quella finlandese Kalevan Rasti e, insieme a quest'ultima, ha vinto la staffetta Jukolan viesti per 3 anni (2004, 2005 e 2007).
Fece il suo debutto internazionale nei campionati mondiali del 1997 a Grimstad, in Norvegia, all'età di 18 anni.